# Get Back (canção de Demi Lovato)
"Get Back" é uma canção da cantora e compositora norte-americana Demi Lovato. Foi escrita por Lovato, Joe Jonas, Kevin Jonas II e Nick Jonas e produzida pelos Jonas Brothers juntamente com John Fields, para o álbum de estreia da cantora, Don't Forget (2008). A faixa foi composta porque Demi queria criar uma canção sobre voltar com um antigo namorado, ao invés de escrever canções maldosas ou sobre coração partido. Ela conta com Jack Lawless na bateria e John Taylor e os Jonas Brothers nas guitarras. Musicalmente, é uma canção pop rock e power pop com batida animada, baseada no som da guitarra. "Get Back" foi lançada como o primeiro single do álbum em 12 de agosto de 2008, pela Hollywood Records. 
O single foi recebido com resenhas geralmente positivas dos críticas especializados e obteve um desempenho comercial médio, alcançando a posição 43 na Billboard Hot 100 e a 93 na Canadian Hot 100. Na Austrália, alcançou a décima posição na parada de singles Hitseekers, da ARIA. Apesar de não ter sido certificado pela RIAA, o single havia vendido 560 mil cópias nos Estados Unidos em novembro de 2012. O vídeo foi dirigido por Philip Andelman, e mostra Lovato e sua banda tocando a canção em cima de um prédio abandonado, com a Ponte de Manhattan ao fundo. Demi apresentou o single diversas vezes, incluindo na abertura dos Disney Channel Games 2008 e no The Ellen DeGeneres Show.

## Antecedentes e composição

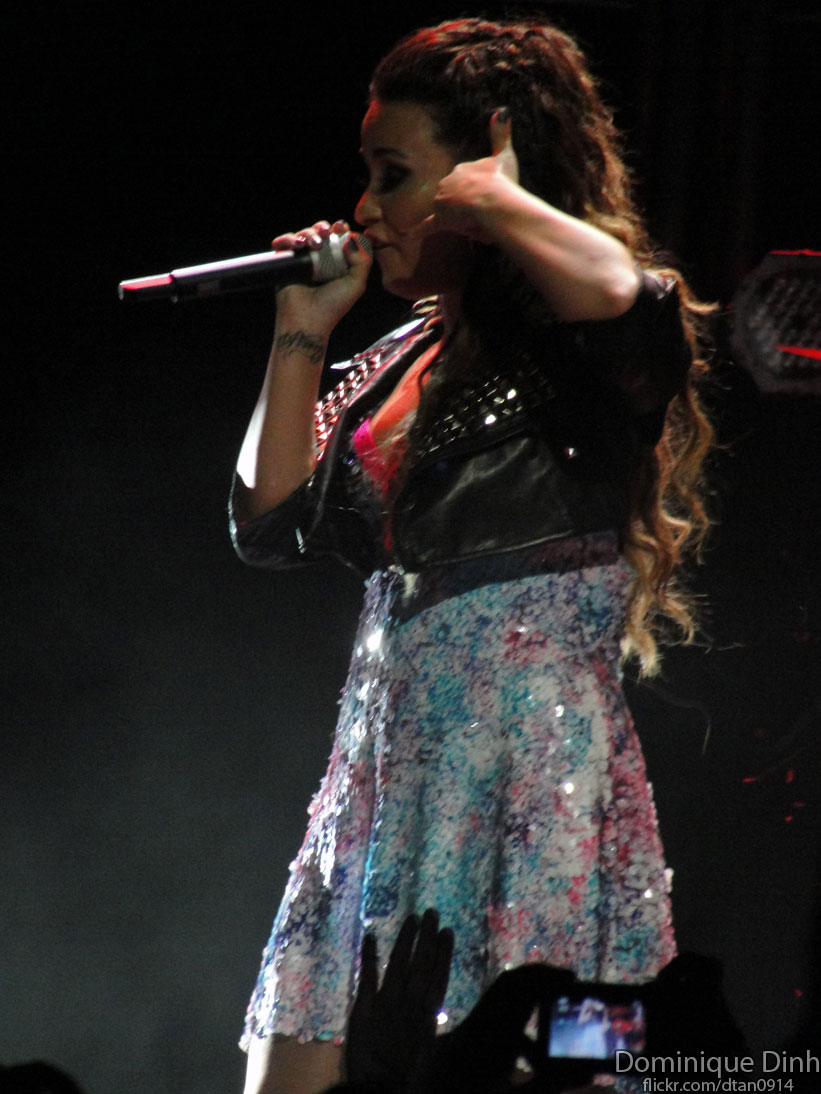
Lovato apresentando a canção no Club Nokia, em Los Angeles, em 2011.

"Get Back" foi composta por Lovato, Joe Jonas, Kevin Jonas II e Nick Jonas e produzida pelos Jonas Brothers juntamente com John Fields. Ela queria escrever uma canção sobre voltar a ficar junto com alguém, pois acreditava que já haviam sido feitas canções maldosas ou sobre coração partido o suficiente, portanto, a faixa fala sobre o desejo de reatar com um antigo namorado, demonstrado nos trechos "Eu quero voltar aos velhos dias" e "Beije-me como se você quisesse, como se sentisse  minha falta". Ela disse: "É um tipo de canção divertida, animada e é meio que apenas diversão cantá-la para a pessoa sobre a qual a escrevi." Os Jonas Brothers forneceram os vocais de apoio e guitarras na faixa. Além de co-produzir, John Fields tocou baixo, guitarra e teclado. Jack Lawless tocou bateria, e John Taylor contribuiu com os vocais de apoio e guitarra. A canção foi lançada como primeiro single de Don't Forget (2008) digitalmente em 12 de agosto de 2008, nos Estados Unidos e no Canadá. A versão da editada para a  Rádio Disney foi lançada no mesmo dia.
"Get Back" é uma canção pop rock e power pop com batida animada, baseada no som da guitarra. De acordo com a partitura publicada no Musicnotes.com pela Sony/ATV Music Publishing, a canção é definida em tempo comum com um ritmo de 120 batidas por minuto. É realizada na chave de Dó maior e os vocais de Lovato variam entre a nota B3 e a G5. Ed Masley do The Arizona Republic comparou seu som com o de Tommy Tutone.

## Videoclipe
O videoclipe de "Get Back", dirigido por Philip Andelman, estreou nos Estados Unidos após o filme The Cheetah Girls: One World, em 22 de agosto de 2008.
No Brasil o vídeo foi estreou na "MTV Brasil", em 21 de outubro de 2008 - mesmo dia da liberação do álbum no país. O vídeo começa no topo de um prédio abandonado, onde Demi está cantando junto com a sua banda. Enquanto ela canta, há mudanças de dia para noite.

## Paradas musicais
| Parada (2008)                      | Melhor posição |
| ---------------------------------- | -------------- |
| Austrália (ARIA)                   | 10             |
| Canadá (Canadian Hot 100)          | 93             |
| Estados Unidos (Billboard Hot 100) | 43             |
| Estados Unidos (Digital Songs)     | 16             |
| Espanha (PROMUSICAE)               | 54             |